# ハワード・ミッチェル
ハワード・ミッチェル（Howard Mitchell, 1911年3月11日 - 1988年6月22日）は、アメリカの指揮者、チェロ奏者。
ネブラスカ州ライオンズに生まれる。15歳からチェロを始め、カーティス音楽院在学中の1933年よりナショナル交響楽団の首席チェロ奏者として参加した。1941年にナショナル交響楽団で指揮者デビューを果たし、1949年から1969年まで同楽団の首席指揮者を務めた。
フロリダ州パーム・コーストにて没。